# 范集镇 (项城市)
范集镇，是中华人民共和国河南省周口市項城市下辖的一个乡镇级行政单位。

## 行政区划
范集镇下辖以下地区：
范集村、杨庄村、党庄村、程营村、大陈村、双楼村、位营村、曹屯村、李楼村、曹庄村、申营村、史庄村、蒋寨村、宋营村、朱庄村、张楼村、路口村、文庄村、侯营村、尚店村、杨营村、司庄村、前邓楼村、大吴村、付楼村、余营村、大王村和郭王村。